# Орбездна
Орбездна́ (чув. Кĕçĕн Пасна) — река в России, протекает по Алатырскому району Чувашской Республики. Правый приток реки Бездны.

## География
Река Орбездна берёт начало у деревни Новые Выселки. Течёт на юг мимо села Старые Айбеси и около поселка Сальный впадает в реку Бездна. Устье реки находится в 42 км по правому берегу реки Бездна. Длина реки составляет 23 км, площадь водосборного бассейна — 119 км². По берегам реки произрастают берёзы и сосны.

## Данные водного реестра
По данным государственного водного реестра России относится к Верхневолжскому бассейновому округу, водохозяйственный участок реки — Сура от Сурского гидроузла и до устья реки Алатырь, речной подбассейн реки — Сура. Речной бассейн реки — (Верхняя) Волга до Куйбышевского водохранилища (без бассейна Оки).
Код объекта в государственном водном реестре — 08010500312110000037767.